# 水飲み鳥

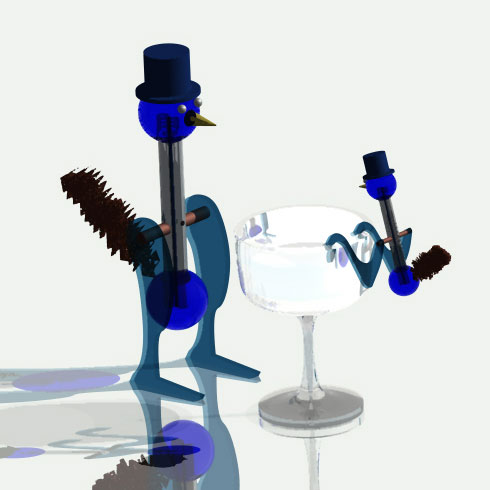
2種類の水飲み鳥を3Dで描いたもの

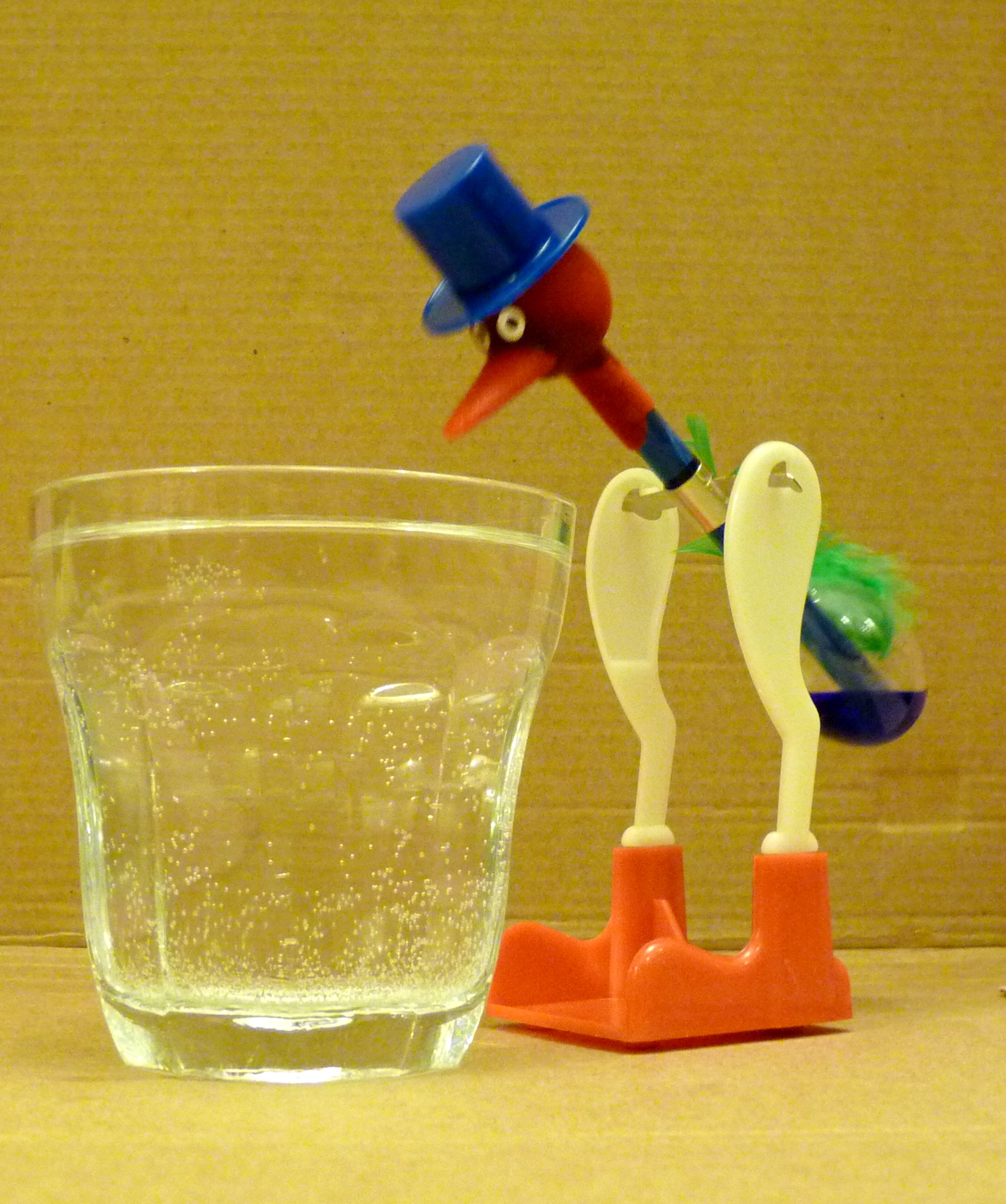
水飲み鳥

水飲み鳥（みずのみどり、英: drinking bird）は熱力学で作動する熱機関の玩具で、鳥が水場から水を飲む動きを模倣している。平和鳥（へいわどり）、ハッピーバードなど様々な名前で商品化されている。

## 構造と素材
水飲み鳥は2つのガラスの球（上側の球が頭部、下側が胴部）を管（鳥の首）で繋いだ形をしている。管は下側の球の底近くに達しているが、上側の球の端までは達していない。内部にはジクロロメタン（塩化メチレン）の液体が入っており、内部の空洞は気化したジクロロメタンで満たされ、空気は抜かれている。
頭部はフェルトのような材料で覆われ、嘴が取り付けられている。装置全体は首の回転軸で支えられている（また軸のポイントは変えられるものも多い）。多くの場合、目玉とシルクハットと尾羽で飾りつけられ、ジクロロメタンは着色されている。
見た目は玩具であり実際そのように分類されるが、取り扱いには注意が必要である。初期の製品は可燃性の液体（エーテルなど）を用いたものが多い。新しいものは難燃性のジクロロメタンを用いている。ただしジクロロメタンは皮膚や肺にとっては刺激物であり、また長期間にわたり接触・吸引した場合肝毒性を持ち、発癌性の可能性もある。水飲み鳥を破損させないよう、とくに子供や動物の近くに置かれている場合は気をつけるべきである。

## 物理的および化学的原理
水飲み鳥は以下に述べるような複数の物理法則の興味深い展示であり、そのため基本的な物理学や化学の教育で利用されている。
- ボイル＝シャルルの法則によれば、体積一定の気体において温度と圧力は比例する。
- 理想気体の状態方程式によれば、体積一定の気体において物質量と圧力は比例する。
- マクスウェル分布によれば、ある体積・温度においては異なるエネルギー準位の分子が存在し、そのため一定温度下で複数の相（固体／液体／気体）の状態で存在しうる。
- 蒸発熱は物質が蒸発するときに吸収する熱である。
- トルクと重心の概念。
- フェルトの毛細管現象による水の吸収。

## 動作の仕組み
水飲み鳥は基本的には熱機関であり、温度差（頭部が胴部に比べて温度が低い）を利用して熱エネルギーを運動エネルギーに変換して仕事を行う。他の熱機関と同様に、水飲み鳥は熱力学的サイクルの繰り返しによって動く。系の初期状態は直立し、これが軸における初期振幅になる。
頭部が濡れた状態ではサイクルは以下のように繰り返される。
1. 頭部から水が蒸発する（マクスウェル分布）
2. 蒸発により頭部の温度が下がる（蒸発熱（気加熱））
3. 温度の低下により頭部のジクロロメタン蒸気が凝集する
4. 温度の低下と凝集により頭部の気圧が下がる（理想気体の状態方程式）
5. 頭部と胴部の気圧差により管内の液面が上昇する
6. 液体が頭部に流れ込むことで重心が上がり、前方へ傾く
7. 傾くことで管の下端が液面より上に出る
8. 蒸気の気泡が管を通って上昇し、液体は下降する
9. 液体が胴部に流れ、頭部と胴部の気圧が平衡する
10. 液体が胴部へ戻ったことで重心が下がり、鳥は元の直立状態に戻る

頭部が乾かない限り、サイクル動作は繰り返される。水を入れたコップ等が置かれ、嘴が降りるたびに水に浸されるようになっていれば、その水を吸って、頭部は常に濡れた状態を保つ。
一般には何らかの方法で頭部を冷やすもしくは胴部を熱するかし温度差が持続されれば動作は続く。本質的なエネルギー源は周囲環境の熱であり、この玩具は永久機関ではない。

## 歴史
1945年8月6日にアメリカで出願されたMiles V.-Sullivanの特許US2402463が存在する。
このおもちゃの発明者は、広島の平田化学の平田さんで、広島で作られたので「平和鳥」と命名され、製品化は1949年6月だと、「おもちゃセミナー」(戸田盛和著 日本評論社1973年 ISBN 978-4535781375)という本に記載されていると、「水飲み鳥に魅せられた人々」(松田英臣信州大学精密素材工学科教授著 信州大学付属図書館繊維学部分館"Library" 1995年7月14日)という記事に記載されている。